# Красника
Красни́ка, или Вакциниум превосходный (лат. Vaccinium praestans) — кустарничек из рода Вакциниум семейства Вересковые. Русское народное название растения — «клоповка». Также известна под названием «дымника».

## Ботаническое описание
Стелющийся листопадный кустарничек с погруженными в мох стеблями и приподнимающимися над ним на высоту 10—12 см веточками, на концах которых сближены в пучок 3—5 листьев. Листья обратнояйцевидные или округлые, к основанию суженные и переходящие в черешок, 2—6 см длины и 2,5—3,5 см ширины, тонкие, но жестковатые, тупые или острые, мелкопильчатые по краю. Цветки с розоватым колокольчатым венчиком 5—6 мм длины, сидят по два-три у основания листьев. Ягоды шаровидные, 8—10 мм в диаметре, ярко-красные, глянцевые, сочные, сладковато-кислые, с неприятным специфическим запахом (откуда произошло название «клоповка»), с 10—15 семенами. Цветет в июне—июле, ягоды созревают в августе — сентябре.

## Распространение и экология
Красника растёт на моховых болотах, в елово-пихтово-лиственничных лесах с развитым моховым покровом, а также на склонах.
Ареал растения — горно-таёжные районы Приморского края, Хабаровский край (севернее Советской Гавани по морскому побережью и устье Амура), Камчатка, Сахалин, Курилы (Шикотан, Кунашир, Итуруп, Уруп, Симушир, Кетой), Хоккайдо, Хонсю.

## Химический состав
Ягоды красники богаты флавоноидами и другими Р-активными веществами, аскорбиновой (80-100 мг%) и бензойной кислотами, дубильными веществами, микроэлементами. Недозрелые и перезрелые ягоды содержат гораздо меньше витаминов и биологически активных веществ.

## Значение и применение

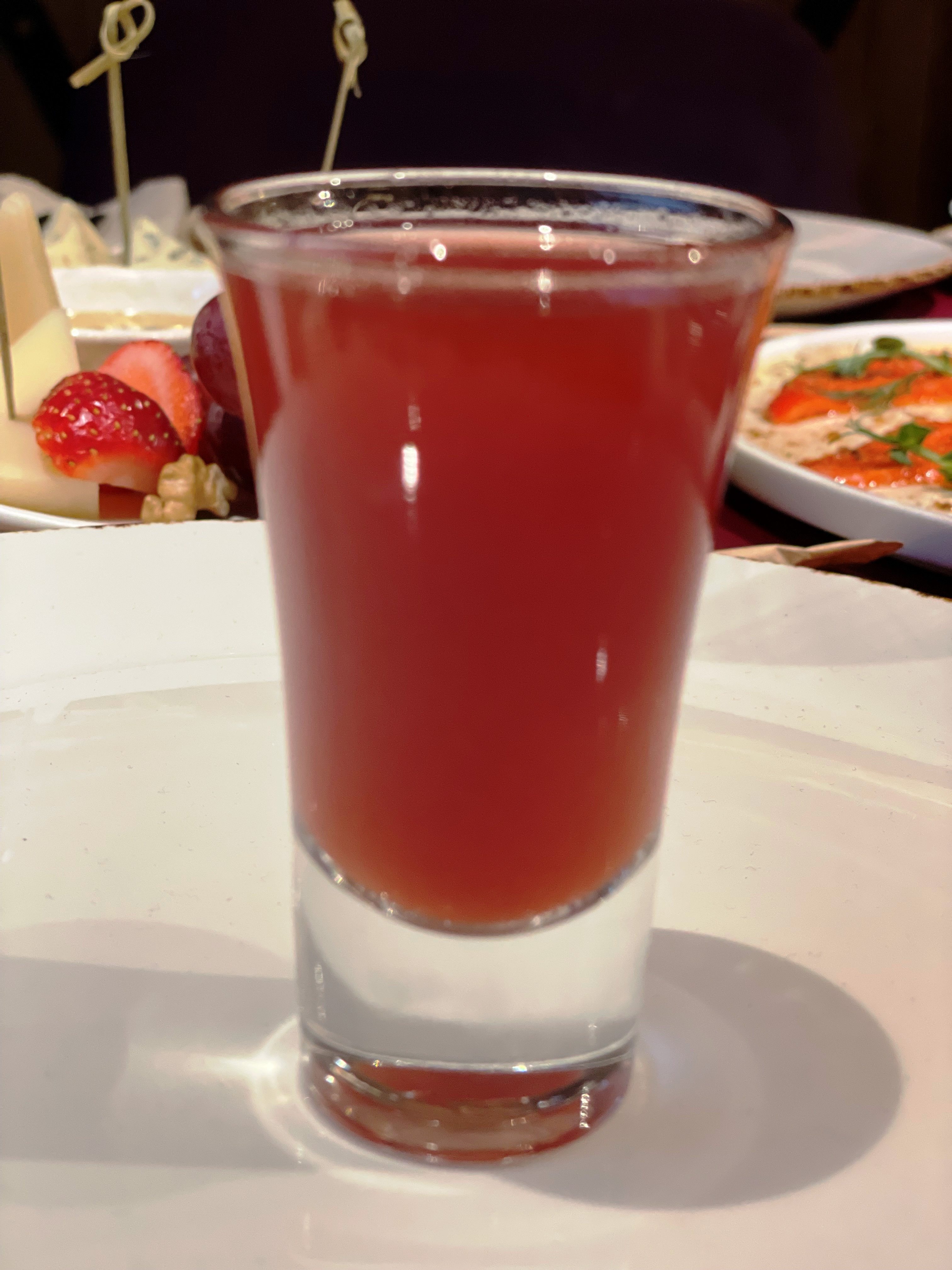
Настойка на краснике

### В медицине
Красничный сок помогает при лечении простудных заболеваний, он улучшает пищеварение и обладает тонизирующим свойством, используется при гипертонической болезни как эффективное средство, снижающее кровяное давление.

### Прочее
Хороший медонос и пыльценос. Продуктивность нектара одним цветком 0,110—0,120 мг сахара, продуктивность мёда 10—20 кг/га.
Ягоды съедобны, но в свежем виде мало употребляются из-за запаха. После термической обработки он исчезает. Сок из плодов не портится при длительном хранении благодаря наличию в них бензойной кислоты. Водочная настойка на этих ягодах является кулинарным специалитетом Сахалина: этот алкогольный напиток имеет различные оттенки красного цвета и слегка терпкий кисловатый вкус.